# Batalla de Dabajuro
La Batalla de Dabajuro fue un enfrentamiento militar librado en 1822 en el contexto de la Guerra de Independencia de Venezuela, entre las fuerzas realistas y patriotas con victoria de las primeras. 

## Antecedentes

### Situación previa
Mientras José Antonio Páez impone sin éxito un nuevo asedio a Puerto Cabello, el 1 de marzo de 1822, el brigadier Francisco Tomás Morales con 1.500 efectivos, que iba en el bergantín Hércules, piso tierra en Chichiriviche y de ahí siguió por tierra a Tocuyo de la Costa. Él contaba con un fuerte apoyo del pueblo coriano: «la mayor parte de sus habitantes eran realistas decididos, y hubo otros jefes que los capitanearon para hacer una cruda guerra a la República». Junto a los pastusos, estos fueron de los gentíos más afectados por las guerras de independencia. Destacaron por su lealtad realista y su táctica de «guerra lenta». Por ejemplo, desde 1810-1811 los corianos movilizaron más de 1000 milicianos urbanos y caquetíos los pueblos de Santa Ana y Moruy, muchos armados solo con arcos y lanzas, para rechazar la invasión del marqués del Toro y apoyar la expedición de Domingo de Monteverde.
El apoyo popular, la decisión y capacidades de sus dirigentes sumados a una difícil geografía permitieron a estos pueblos lograr ofrecer una prolongada y firme resistencia a los republicanos aunque a un grave coste económico y demográfico. El rechazo a las revoluciones liberales que vivió el oeste venezolano es comparable al de Pasto en Nueva Granada o a «la lucha obstinada de los realistas franceses en la Vendée» durante la Revolución francesa. Desde la resistencia al marqués del Toro en 1810, a las guerrillas del cura Andrés Torrellas y el indio Reyes Vargas hasta después de Carabobo, los corianos y marabeños defendieron la causa realista al grito de «¡Vivan Dios y el Rey!». Efectivamente, sin ese apoyo Morales jamás hubiera podido salir de Puerto Cabello y organizar las campañas de 1822-1823.

La República era un concepto abstracto, difícilmente comprensible para la mayoría de la población. En cambio, el Rey era un principio de la vida que no necesitaba ser probado, de allí la enorme dificultad de suplantar la conciencia monárquica por la conciencia republicana, porque era sustituir algo real, algo que todo el mundo asumía como real, por un concepto abstracto cuya realización nadie había visto.

Estos pueblos vivieron la independencia en tres momentos: 1810-1812, 1813-1821 y 1821-1823. El primero fue una guerra entre ciudades donde resistieron a los intentos de la Junta Suprema de Caracas y sus milicias de imponer el nuevo orden. Los corianos rechazaron al invasor dirigidos por su aristocracia organizada en su cabildo. Acabó desarrollándose un equilibrio de fuerzas entre ambos, durante esos años los monárquicos no pudieron avanzar hacia el interior venezolano hasta la llegada de los refuerzos traídos por Domingo de Monteverde. En el segundo período la guerra estuvo lejos de su territorio, hubo un repunte económico y Coro fue premiada con el título de «Muy Noble y Leal», un escudo de armas, la «distinción con el mote de confianza de Coro», comercio libre en su puerto, una franquicia fiscal y la creación de una provincia propia. Todo eso aun cuando tenía una importancia estratégica relativamente menor. Obtuvo estos premios por tener una relativamente grande población española e importancia comercial, y estar estrechamente vinculada al boom azucarero de Cuba. Durante este período, la provincia sigue viviendo levas, como en 1815, cuando el entonces coronel Morales ofreció 5.000 llaneros para atacar Cartagena, sin embargo, empezaron a desertar por centenares y pronto se debió reclutar corianos para reemplazarlos. La última fase la élite local empieza a desquebrajarse entre quienes desean seguir resistiendo y los que prefieren la sumisión a la nueva república (muchos de los primeros acaban por huir a Cuba, Puerto Rico y España). Después de Carabobo, esta aceptó la derrota y la resistencia quedó encabezada por el populacho. A pesar de que la Corona podía ayudar cada vez menos los corianos formaron guerrillas al mando de Manuel Carrera y Colina, la guerra se centra en el territorio de la provincia y sus ciudades cambian constantemente de manos. A diferencia de otras regiones donde los realistas organizaron una resistencia irregular, aquí hubo poco apoyo indígena porque sus comunidades (fielmente monárquicas) habían sido devastadas en los años anteriores.
Debe mencionarse que los historiadores posteriores como José Manuel Restrepo atribuían el rechazo de amplios sectores de la población a la «lucha justa contra España» a «el fanatismo religioso, el fanatismo por la monarquía y su funesta ignorancia llamándolos los hijos descarriados de Colombia». Efectivamente, hay casos como el sacerdote Torrellas que «Semejante a aquellos sacerdotes vendeanos, decía misa antes de combatir, arengaba desde el púlpito a sus soldados, los bendecía y luego al grito de ¡Vivan Dios y el Rey! los lanzaba a una guerra sin cuartel». Sin embargo, debe mencionarse Restrepo demuestra un claro «sesgo ideológico», «desconfiaba de los movimientos populares» (como habían sido las partidas de Coro y Pasto) y busca causas morales más que sociales a «las perturbaciones políticas» porque él estaba «interesado en la construcción de un estado fuerte». Había asumido la «leyenda negra» de los realistas (especialmente los pastusos). Hubo otros factores, como el miedo de los terratenientes criollos por un nuevo levantamiento servil como el de José Leonardo Chirino en 1795, la rivalidad existente desde el siglo XVI entre Coro y Caracas porque la segunda le robo a la primera la sede de la capital política y religiosa del país, una menor rivalidad entre la élite coriana y los peninsulares por el acceso a cargos administrativos, o que las ciudades del oeste venezolano no dependían económicamente de Caracas por la poca conexión, sino del comercio naval con Cuba, Saint-Domingue, Curazao, Veracruz, Cartagena y Aruba (lo que las hizo bastante ricas).
La emancipación venezolana se divide en grandes períodos bélicos. El primero, 1810/1811-1816, donde derrotas y victorias patriotas se fueron alternando. El segundo, 1817-1821, desde la conquista de Guayana, que sirvió de base de operaciones hasta llegar a Carabobo. Una tercera, posterior a la gran victoria. Otros son dividen la guerra en 1810-1812, 1812-1814 y 1814-1823. Clasificaciones más detallistas y basadas en etapas constitucionales hablan de: «Etapa de las Acciones Precursoras» como la rebelión de Chirino (1795) y la expedición de Miranda (1806); «Lapso de las Conspiraciones propiciadas por los Criollos o Mantuanos» (1808-1810); «Período Cívico-constitucional», cuando empieza el proceso emancipador propiamente dicho, como la Primera República (1810-1812); «Segunda República» que marca el comienzo de la «Dictadura de Simón Bolívar» (1813-1814/1815); «Tercera República», igual de breve que las anteriores, dura hasta la unión con Nueva Granada (1816-1819); «Período de la Gran Colombia» (1819-1830).

### Campaña
Al mismo tiempo, el coronel José Rafael de Las Heras sale de Maracaibo con 1.200 infantes, 100 jinetes y 2 cañones para recuperar Coro. El monárquico contaba con la ventaja naval de la fragata de guerra Ligera, el bergantín Hércules y varios transportes menores.
Entre el 5 y 6 de marzo, Las Heras desembarca en Casigua mientras Morales entra en Coro con los batallones Barinas y Hostalrich, donde se entera de los movimientos del patriota. El brigadier sale de la ciudad el día 20 para encarar al coronel republicano dejando al coronel Juan Tello en la ciudad. Marchaba con 2100 infantes, 300 jinetes y 50 artilleros apoyados por 2 cañones. Otros rebajan su hueste a solo 1.200 efectivos, Rafael María Baralt dice que eran 2.000 y Alexander Walker 3.000. En cambio, en el Archivo Páez se dice que Morales tenía en Coro 2.000 hombres «fuera de 600 enfermos, 600 en la Sierra al mando de Morillito, 800 en Cacicure y Casigua y 300 en Paraguaná». En total, 4.300 combatientes pero probablemente solo 3.200 estaban disponibles. El mismo Simón Bolívar escribió «Dice usted que de Venezuela no hay sino clamores por tropas y dinero. Si quiere los tres batallones que tengo aquí puede disponer de ellos, pero se pierde el sur, y si se quiere dos o tres mil hombres de reclutas también se pueden mandar por el Istmo. Me parece excesiva la fuerza de tres mil quinientos hombres contra Coro, no teniendo Morales más que dos mil doscientos. No dudo que el agua y la falta de recursos son los mayores enemigos que por ahí tenemos».
En 1828, el capitán de fragata y veterano de la guerra, Ángel Laborde, publicó el Opúsculo histórico acerca de los principales sucesos de la reciente guerra hecha en las Provincias de Venezuela. El texto fue editado por el historiador venezolano Tomás Pérez Tenreiro, quien lo citó en su obra Los sucesos militares de Coro en los años de 1821 y 1822 (1972) y lo publicó dentro de la obra Ángel Laborde y Navarro, capitán de navío: relación documental de los sucesos de Venezuela, 1822-1823 (1974). Respecto del batallón Leales Corianos, en la edición de 1974, se menciona «el Coronel Tello en la capital y con el mando general, teniendo a sus órdenes el batallón de Leales Corianos compuesto de 600 plazas, y una compañía de Barinas con 200». Dos años antes, se reproduce parte del documento con algunas diferencias (letras en cursivas en el texto): «el de Leales Corianos con cerca de setecientas plazas, y más de doscientos de Barinas guarnecen la ciudad de Coro». Respecto del batallón Cazadores de Casicure en 1974 se dice «En Capadare el Comandante Torres con el batallón de aquel nombre, de 500 plazas y 200 de caballería», mientras que en 1972 se afirma «el de Casicure y una compañía de Caballería del mismo nombre que forman la columna del mando del Teniente Coronel Don José Torres, situada en los límites del enunciado distrito que observa los movimientos que puedan hacer los enemigos establecidos en Maracaibo»; debe mencionarse que no existía un batallón Capadare. Sobre los batallones Cazadores del General, Barinas y Hostalrich en 1974 se afirma «En la Sierra el Teniente Coronel Morillo, con 400 de infantería y 150 de caballería, y en Costa arriba y Tocuyo, el Coronel con Barinas y Hostalrrich [sic], componiendo una fuerza de 750 hombres. En diversos puntos de la Provincia, como de 500 a 600 hombres partidarios o guerrillas, guardando las fronteras». Por su parte, en 1972 aparece como «Los cuerpos que se hallan en la Provincia son los batallones de Hostalrich y Barinas que con las fuerzas de setencientos [sic] hombres poco más o menos ocupan el pueblo de San Miguel de Tocuyo: (...) y el de Cazadores del General con algunos caballos que es la columna que a las órdenes del Teniente Coronel Don Lorenzo Morillo se halla sobre Siquisiqui [sic] cuyas fuerzas puede VS. ir a aumentando a proporción del terreno que adquiera y recursos que encuentre». El historiador y militar venezolano Antonio Ramón Eljuri-Yúnez Suárez se limita a reproducir los datos de la edición de 1974, aunque no comete el error de mencionar el término Capadare y agrega «En total, Morales disponía de 3.400 hombres aguerridos, valientes y fogueados, gran parte de ellos veteranos».
| Fuerzas realistas en la provincia de Coro Situación después de la llegada de Morales a la provincia, a inicios de 1822. |                               |                                    |              |
| Unidad | Comandante                    | Lugar                              | Estimaciones |
| Batallón Leales Corianos                                                                                                | Cnel. Juan Tello              | Coro                               | 600-700      |
| Compañía del batallón Barinas                                                                                           | Ibid.                         | Coro                               | 200          |
| Batallón Cazadores de Casicure                                                                                          | Tcnl. José Torres             | Casicure                           | 500          |
| Escuadrón Dragones de Coro                                                                                              | Ibid.                         | Casicure                           | 200          |
| Batallón Cazadores del General                                                                                          | Tcnl. Lorenzo Morillo         | Siquisique                         | 400          |
| Algunas unidades de caballería                                                                                          | Ibid.                         | Siquisique                         | 150          |
| Batallones Barinas y Hostalrich                                                                                         | Cnel. Manuel Lorenzo          | Tocuyo de la Costa                 | 700-750      |
| Guerrillas | Desconocidos                  | Puntos fronterizos de la provincia | 500-600      |
| Total | Gral. Francisco Tomás Morales | Provincia de Coro                  | 3.250-3.500  |

Mención aparte merece la columna volante Fieles Corianos, compuesta por una compañía de caballería y cuatro de infantería, en total 370 plazas, fue creada junto al Leales Corianos por Carrera, mandada por el comandante Bernardo Mirayes, fue derrotada el 9 de mayo de 1821, cuando Urdaneta sorprendió a sus avanzadillas en Camanigure y Matícora, persiguiendo a la columna hasta llegar a Coro. El hecho que sufriera de constantes deserciones es considerado indicativo que el apoyo popular a la causa real empezaba a decaer. Por su parte, el batallón ligero Leales Corianos había sido creado como una refundación del Cazadores de Coro y las compañías de flanqueadores, evento que Carrera aprovechó para ascender a los oficiales por sus acciones de guerra o necesidades organizativas del nuevo batallón.
Su lenta marcha permite a Las Heras dar media vuelta y retirarse a Los Puertos de Altagracia y Maracaibo. Morales lo sigue hasta Los Puertos, alejándose de Coro como querían sus enemigos. El 5 de abril general Carlos Soublette sale de Barquisimeto con 2.000 infantes y 200 jinetes, vence a Tello, quien lo embosca con 500 soldados en Chipare, causándole 120 muertos y prisioneros y tomándole 130 fusiles. Su vanguardia entra en Coro al comando del coronel Judas Tadeo Piñango el 17 de abril. Sin embargo, una fuerte peste deja 700 enfermos en el hospital y le obliga a retirarse a Carora. Por el camino de Pedregal se lleva a 300 enfermos en hamacas mientras quedan atrás 200 muertos y enfermos.
La noticia de la entrada de Piñango en Coro llega a Morales tres días después. Este último comprende que está a punto de quedar mortalmente aislado de Puerto Cabello entre dos enemigos, decide distraer a sus enemigos en Maracaibo con un ataque secundario mientras él recupera Coro. Maracaibo estaba defendida por 1000 grancolombianos y 250 legionarios irlandeses a las órdenes del mayor Thomas Ilderton Ferrier. Entre el 22 y 23 de abril, desembarcan 600 realistas al mando del teniente coronel Lorenzo Morillo en La Cañada y 216 soldados del Casicure con el capitán Juan Ballesteros en el Empedrado, así amenazarían Maracaibo desde el sur y el norte respectivamente. Debe mencionarse que otros autores hablan de 500 soldados con Morillo y 400 con Ballesteros. El 24 de abril Ballesteros fue vencido y muerto por el regimiento Tiradores; Las Heras también cayó en el combate. Al saberlo, Morillo y su tropa se rinden y son embarcados a la Jamaica británica.

## Fuerzas enfrentadas
Respecto al número de efectivos republicanos en la batalla, el historiador venezolano Rafael María Baralt cree que apenas eran 400. Algo mayor era el número defendido por sus colegas colombianos José Manuel Restrepo y Carlos Benedetti, quienes hablan de unos 700. Feliciano Montenegro Colón, militar venezolano, eleva su estimación hasta los 900, sin embargo, el diplomático español Mariano Torrente y el periodista realista José Domingo Díaz apoyan una cifra mucho más alta: 2.000 combatientes. El chileno Francisco Rivas Vicuña los estima en 900, de los que la mitad eran soldados veteranos.
Por el lado de los monárquicos, prácticamente todos los autores coinciden con Baralt, quien habla de unos 1.200 o 1.500 soldados. Tanto Restrepo como Benedetti apoyan la cifra más baja, mientras que Díaz, Torrente y Montenegro Colón la más alta. El brigadier Morales afirma disponer de 1.000 hombres y 2 piezas de 4 libras después de enviar las expediciones a Maracaibo, destacando las unidades de vanguardia, compañías seleccionadas del batallón Barinas y del Cazadores del General al mando del teniente coronel Narciso López con un cañón. Esteban Cambreleng y Espinosa, tesorero de la Real Hacienda de Caracas, afirma en sus cartas al capitán general Miguel de la Torre que Morales tenía en Los Puertos 2.000 hombres con 40 piraguas con los que destruyó a Piñango y Soublette. Rivas Vicuña los reduce a 1.500 combatientes con 2 cañones.

## Batalla
Soublette salió de Carora el 18 de mayo y cinco días después vencía en Pedregal a una columna del coronel realista Simón Sicilia. Sigue hacia Dabajuro vía Urumaco y Zazárida en busca del brigadier realista. Morales salió de Los Puertos el 3 de junio con rumbo a Dabajuro.
A las 10:00 horas del 7 Soublette marchó hacia Dabajuro formando el columna de ataque para lanzar un ataque sorpresivo contra un enemigo más numeroso. Al campamento monárquico llegaban dos caminos pero el republicano prefirió el diestro por ser más ancho y plano. Tras dos o tres horas de marcha su vanguardia hizo prisioneros a algunos vigías enemigos, así se enteró de que las fuerzas realistas eran ampliamente superiores, más de lo supuesto, y habían marchado por el camino zurdo estando por entonces en su retaguardia.
Soublette decidió aprovechar para intentar sorprenderlo desde atrás y quitarle la artillería, pero desconocía que Morales había mandado a parte de tropas a descansar mientras algunas estaban al costado derecho del camino, con la artillería, en orden de batalla. El terreno era llano y sin árboles, por lo que era detectable todo ejército a gran distancia. Soublette comprendió su error demasiado tarde, cuando estaba demasiado cerca del enemigo, si se retiraba su fuerza sería destruida por la caballería de Morales.
Soublette ordenó a los batallones Boyacá (derecha) y Orinoco (centro) y una columna de indios de Siquisique (izquierda) atacar al batallón realista criollo Barinas, que estaba en formación de combate vigilando la retaguardia realista. A pesar del duro fuego de fusiles y artillería, los patriotas forzaron al Barinas a huir en desbanda. Los indios y el Orinoco habían llegado primero, aunque los de Siquisique huyeron cuando apareció el Boyacá la victoria parecía segura pero justo llegaron refuerzos peninsulares a reemplazarle, logrando separar al Boyacá del Orinoco. A las 15:00 la reserva patriota, el batallón Occidental, aprovechó de atacar sorpresivamente y capturar la artillería enemiga pero es forzado a replegarse con igual velocidad a una posición elevada, donde se le une parte del Orinoco. El Boyacá y parte del Orinoco se retiran a Casicure sin ser molestados, mientras Soublette se atrinchera con el resto de sus hombres en la loma hasta la noche, cuando huye a Dabajuro. Según José Manuel Restrepo cien patriotas fueron muertos o capturados.
La Torre afirma, basado en una carta de un oficial realista, que las bajas realistas fueron de 5 oficiales y 44 soldados muertos, 12 oficiales y 72 soldados heridos y 2 oficiales y 13 soldados desaparecidos. Además, quedaron cubriendo el camino de Buchibacoa al Pedregal el batallón Barinas a cargo del coronel Manuel Lorenzo, y el camino de Cabeza de Toro 300 soldados del Cazadores del General a cargo del comandante Antonio Vázquez y la columna de vanguardia del teniente coronel Narciso López.

## Consecuencias
El 9 Soublette llegaba a Mitare, donde se le unen las partidas guerrilleras del cura y coronel patriota Andrés Torrellas. La marcha era difícil, pues el territorio era árido, cubierto de cactus y malezas, y con la mayoría de su población firmemente partidaria de la monarquía, tanto que Soublette debió dejar a dos batallones a cargo de Torrellas, con órdenes de perseguir a las guerrillas en el interior de la provincia y otro batallón fue enviado a Maracaibo. Al día siguiente Soublette había marchado hacia Carora, donde llegó tras cinco jornadas de marcha. A partir de entonces, los monárquicos se hicieron dueños de la provincia coriana por varios meses. El brigadier realista decidió respetar el Tratado de Armisticio y Regularización de la Guerra y la mayoría de los prisioneros no fue ejecutado, salvo unos pocos oficiales, como los capitanes N. Telechea y N. Trainer (inglés) y el subteniente Francisco Velasco. Ahí permaneció hasta el 10 de julio.
Ese día la división de Soublette inicia operaciones contra la provincia de Coro en coordinación con la tropa del coronel alemán Julio de Reimboldt. Esta vez iba apoyado por Juan de los Reyes Vargas con una división de 1.000 infantes y 100 jinetes y se esperaba que otra división a las órdenes de Lino de Clemente saliera de Maracaibo. El 17 de julio Soublette y Reimboldt unían fuerzas en Juritiva y a la jornada siguiente parten con rumbo a Coro, siguiendo los pasos de Morales y contando con más de 2.000 hombres.
Una tropa de 2.000 realistas entraron a Coro el 25 de julio, siete días después de reiniciar la marcha (otras fuentes dicen que entraron el 23). Ahí recibió una carta de La Torre avisándole de su nombramiento y pidiéndole que nombrara las nuevas autoridades de Coro, pues él estaba preparando su viaje a Puerto Rico. Morales volvió a Puerto Cabello desde La Vela de Coro el día anterior para suceder a Miguel de la Torre como nuevo capitán general: «Sucede a La Torre un hombre con todas las audacias del temible segundo del sanguinario Boves y es necesario vigilar al Brigadier Morales, cuyas iniciativas pueden conmover los distritos samarios, corianos y maracaiberos tan rápidamente incorporados a la República, focos lejanos si se quiere, pero capaces de estimular las subversiones de los pastusos». Pero sabedor de que no podría resistir la ofensiva se llevó a 700 a 1.200 con él. Como el batallón Barinas (400 efectivos) le siguió pero por tierra hasta Cumarebo, quedaron en Coro solo las guerrillas de Carrera. Tras esto, los patriotas perdieron el interés en continuar la ofensiva. El 4 de agosto el brigadier tomaba el mando. El 8 de agosto Morales se decidía a marchar sobre Valencia.